# 조지 리처

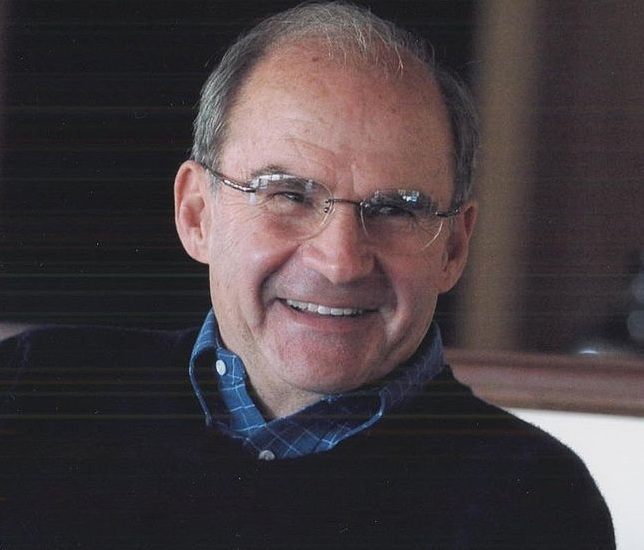

조지 리처(영어: George Ritzer, 1940년 ~ )는 미국의 사회학자로, 메릴랜드 대학교 사회학과 교수이다. 맥도날드화 (McDonaldization)라는 단어를 만든 사람이다.

## 같이 보기
- 세계화